# راؤول رويز (لاعب كرة قدم)
راؤول رويز (بالإسبانية: Raúl Ruiz Matarín)‏ هو لاعب كرة قدم إسباني في مركز نصف الجناح، ولد في 25 مارس 1990 في لقنت في إسبانيا. شارك مع منتخب إسبانيا تحت 19 سنة لكرة القدم ومنتخب إسبانيا تحت 21 سنة لكرة القدم. أما مع النوادي، فقد لعب مع ريال مدريد كاستيا ونادي ألباسيتي ونادي إيركوليس ونادي سان سباستيان دي لوس رييس ونادي غيخيليو ونادي هالمستاد.

## وصلات خارجية
- راؤول رويز على موقع قاعدة بيانات كرة القدم.إي يو (الإنجليزية)
- راؤول رويز على موقع Soccerway.com (الإنجليزية)
- راؤول رويز على موقع AS.com (الإسبانية)